# Platychirograpsus
Platychirograpsus is een geslacht van kreeftachtigen uit de klasse van de Malacostraca (hogere kreeftachtigen).

## Soorten
- Platychirograpsus spectabilis de Man, 1896